# Szeroki Jasienik
Szeroki Jasienik (774 m n.p.m.) – szczyt we wschodniej części Beskidu Niskiego, w Paśmie granicznym. Przez szczyt biegnie granica państwowa polsko-słowacka.
Leży w głównym grzbiecie wododziałowym Karpat, ok. 3 km na południowy wschód od szczytu Kamienia nad Jaśliskami. Stanowi wyraźne wypiętrzenie grzbietu, biegnącego w tym miejscu w osi północny zachód – południowy wschód, oddzielone z obu stron wyraźnymi przełęczami wysokości ok. 700 m n.p.m. Stoki słabo rozczłonkowane, średnio strome, partia szczytowa wydłużona, połoga. Stoki północno-wschodnie odwadnia potok Jasienik, lewobrzeżny dopływ Jasiołki. Słowackie stoki południowo-zachodnie odwadnia potok Čertižnianka. Masyw prawie w całości porośnięty lasami, jedynie pod szczytem po polskiej stronie, za wąskim pasmem lasu duża, zarastająca polana.
Przez szczyt Szerokiego Jasienika biegnie znakowany szlak turystyczny:
- na odcinku Czeremcha – Jasiel.

Z polany podszczytowej widok w kierunku północno-wschodnim obejmuje wał Kiczery Długiej i ciągnące się za nią Pasmo Bukowicy.